# Høllefjorden
58°3′59.828″N 7°48′18.976″Ø / 58.06661889°N 7.80527111°Ø
Høllefjorden er en fjord i Søgne kommune i Agder fylke i Norge. Den ligger syd for Høllen og Tangvall, kommunecenteret i Søgne. Fjorden har tre indløb, sundet Springdansen, nord for Ny-Hellesund, som går mod øst til Hellesundfjorden, et mellem Ny-Hellesund og Skarpøya, og et vestligt indløb mellem Skarpøya og Kjeholmene. 
Fjorden går omkring tre kilometer mod nord til Høllen. Her er det marina og en mindre havn for småbåde. Søgnes største lystbådehavn ligger på vestsiden af Høllebakken, i Solta, længst mod nord i fjorden. På Høllen Vest er der industrivirksomhed og et privatejet kajanlæg som kan betjene skibe i Nordsø- og kysttrafik. Årosstranda ligger på østsiden af fjorden. Ved Høllen går der en fjordarm ind til mundingen af Søgneelven med en omkring 100 meter lang bro over. Vest for Høllefjorden ligger Torvefjorden.